# Rhipidomys leucodactylus
Rhipidomys leucodactylus (Tschudi, 1845) è un roditore della famiglia dei Cricetidi diffuso nell'America meridionale.

## Descrizione

### Dimensioni
Roditore di medie dimensioni, con la lunghezza della testa e del corpo tra 136 e 190 mm, la lunghezza della coda tra 176 e 230 mm, la lunghezza del piede tra 30 e 38 mm, la lunghezza delle orecchie di 23 mm.

### Aspetto
La pelliccia è ruvida. Le parti dorsali variano dal grigiastro al rossastro cosparse di lunghi peli nerastri, i fianchi sono più chiari, mentre le parti ventrali sono bianche, giallognole o color crema con la base dei peli grigia e spesso con dei riflessi arancioni lungo la parte centrale del petto. Le orecchie sono relativamente grandi. I piedi sono grandi e molto larghi, con una macchia scura dorsale che si estende fino alla seconda falange delle dita, i loro lati sono argentati o dorati. La coda è lunga circa quanto la testa ed il corpo, è uniformemente rossastra o marrone scura, ricoperta di peli e con un lungo ciuffo di peli. Il cariotipo è 2n=44 FN=46,48,52.

## Biologia

### Comportamento
È una specie arboricola.

### Alimentazione
Si nutre di frutta. È considerato una piaga dagli agricoltori.

### Riproduzione
Femmine gravide con 2-3 embrioni sono state catturate dad agosto, settembre e novembre.

## Distribuzione e habitat
Questa specie è diffusa negli stati brasiliani di Amapá, Amazonas, Mato Grosso, Pará, Rondônia, in Colombia, Ecuador, Guyana francese, Guyana, Suriname, Venezuela, Perù orientale e nella Bolivia centrale.
Vive nelle foreste umide sempreverdi fino a 1.750 metri di altitudine.

## Conservazione
La IUCN Red List, considerato il vasto areale e la popolazione presumibilmente numerosa , classifica R.leucodactylus come specie a rischio minimo (Least Concern).